# Lorenzo Geyres
Lorenzo Geyres é uma localidade uruguaia  que faz parte do município de Lorenzo Geyres, no departamento de Paysandú, a 30km de distância da capital Paysandú.

## Toponímia
A localidade possui este nome em homenagem ao estancieiro da região que loteou os terrenos. Antigamente era chamada de "Queguay" pela estação de trem homónima.

## População
Segundo o censo de 2011 a localidade contava com uma população de 774 habitantes.
| Variação demográfica do município entre 1963 e 2011 |
|                                                     |

## Autoridades
A localidade é subordinada ao município de Lorenzo Geyres.

## Esportes
A cidade de Lorenzo Geyres possui um clube que joga na Liga de Fútbol de Paysandú (afiliada à OFI): o Queguay Fútbol Club. .

## Religião
A localidade possui uma capela "Maria Auxiliadora", subordinada à paróquia "Santa Terezinha do Menino Jesus" (cidade de Quebracho), pertencente à Diocese de Salto)

## Transporte
O município possui a seguinte rodovia:
- Ruta 26, que liga o município de Río Branco (Departamento de Cerro Largo) - Ponte Internacional Barão de Mauá / Jaguarão (Rio Grande do Sul) e a (BR-116 - à cidade.
- Ruta 3, que liga Bella Unión (departamento de Artigas) e à Ponte Internacional Bella Unión - Barra do Quaraí - BR-472 (Barra do Quaraí / Rio Grande do Sul) a cidade de Rafael Perazza (departamento de San José. [11][12]